# Богонг (гора)
Богонг (англ. Mount Bogong) — гора в Викторианских Альпах, наивысшая точка австралийского штата Виктория, расположенная на территории Национального парка Алпайн (англ. Alpine National Park).

## География
Богонг является высшей точкой австралийского штата Виктория. Гора расположена в Австралийских Альпах, являющихся частью Большого Водораздельного хребта, примерно в 240 км к северо-востоку от Мельбурна. Высота над уровнем моря составляет 1986 м. С юга горный массив отделён от высокогорья Богонг рекой Биг.
Нижние склоны горы вплоть до отметки в 1300 м покрыты лесами, в которых преимущественно произрастают эвкалипты Eucalyptus delegatensis. На высоте 1300—1800 м над уровнем моря преобладают леса с эвкалиптами Eucalyptus pauciflora. Выше 1800 м произрастают преимущественно кустарники, низкорослые травы.

## История
Традиционно у подножия горы проживали представители австралийских аборигенов, для которых гора имела важное культурное и религиозное значение. Первым европейцем, который выполнил восхождение на гору, стал немецкий ботаник Фердинанд Мюллер. В настоящее время Богонг является популярным центром зимних видов спорта.